# Akihiro Tabata
Akihiro Tabata (Saitama, 15 mei 1978) is een voormalig Japans voetballer.

## Carrière
Akihiro Tabata speelde tussen 1997 en 2005 voor Urawa Red Diamonds, JEF United Ichihara en Consadole Sapporo.